# Kaukasisch Emiraat

Vlag van het Kaukasus Emiraat

Het Kaukasisch Emiraat, ook bekend als Kaukasusemiraat (Tsjetsjeens: Имарат Кавказ, Imarat Kavkas, Russisch: Эмират Кавказ, Emirat Kavkas) is de zelf uitgeroepen opvolgerstaat van de Tsjetsjeense Republiek Itsjkerië en werd uitgeroepen op 31 oktober 2007 door voormalig president Dokka Oemarov.

## Geschiedenis
Op 31 oktober 2007 berichtte het separatistische persbureau Chechenpress dat Oemarov in de  Kaukasus een emiraat had uitgeroepen en zichzelf tot emir had benoemd, hiermee werd de Tsjetsjeense Republiek Itsjkerië en het presidentschap afgeschaft. In hetzelfde bericht maakte Oemarov duidelijk dat de Verenigde Staten, Groot-Brittannië en Israël gemeenschappelijke vijanden waren van de islamitische wereld. Later veranderde Oemarov zijn standpunt door te zeggen dat de VS en Groot-Brittannië geen vijanden van de Islam waren, maar Israël wel nog steeds. Op 20 november verklaarde Anzor Astemirov, die zelf beweerde het brein achter het emiraat te zijn, echter dat "Zelfs als we Amerika en Europe elke dag willen bedreigen, is het voor iedereen die enig verstand heeft van politiek duidelijk dat wij geen echte verschillende interesses hebben (met het Westen)." Hij voegde ook nog toe: "De mensen in het Witte Huis weten zeer goed dat we niets met Amerika van doen hebben op dit moment." In zijn verklaring ging Astemirov niet alleen op de leegheid van de bedreiging van de Kaukasische rebellen, maar vroeg hij de VS zelfs om hulp in hun gevecht tegen Russische agressie. Na deze kritiek verwijderden veel rebellenwebsites de zinnen waarin de Westerse landen als vijanden werden aangeduid.
De verklaring van het Kaukasusemiraat werd snel veroordeeld door Achmed Zakajev, Oemarovs eigen minister van Buitenlandse Zaken. Zakajev, die in ballingschap leeft in Londen, riep de separatistische strijders en politici op om hun alliantie met het Tsjetjeense parlement duidelijk te maken in een poging om Oemarov zo min mogelijk macht te geven. Zakajev vond het spijtig dat Oemarov zich had afgescheiden waarmee hij de legitimiteit van de Tsjetsjeense Republiek Itsjkerië ondermijnde.

## Structuur

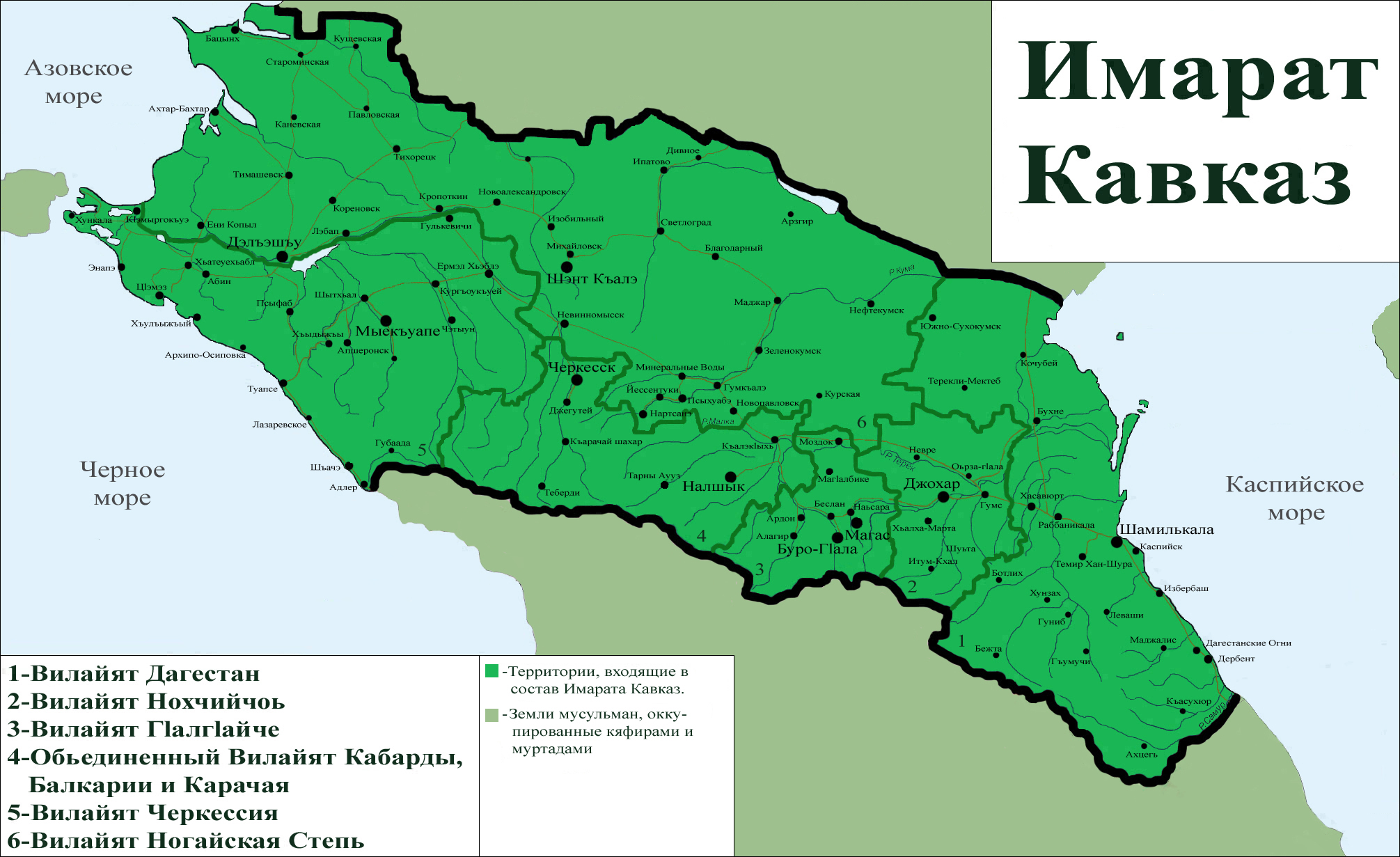
De grenzen van hoe het mogelijk emiraat eruit zou zien.

Het Kaukasusemiraat bestaat uit de volgende Wilayas:
- Vilayat Noxçiyçö (Tsjetsjenië)
- Vilayat Ġalġayçö (Ingoesjetië)
- Vilayat Dagestan
- Vilayat Iriston (Ossetië)
- De samengevoegde Wilaya van Kabardië, Balkarië (Kabardië-Balkarië) en Karatsjaj (het grootste gedeelte van Karatsjaj-Tsjerkessië)
- Wilaya Nogaisteppe (gebieden bewoond door de Nogai in Kraj Stavropol)[7]

## Buitenlandse betrekkingen

### Reactie op de oorlog Russisch-Georgische Oorlog van 2008
Op 9 augustus 2008 liet Movladi Oedoegov, een woordvoerder van het emiraat, in reactie op het conflict tussen Rusland en Georgië weten dat "vooralsnog zowel Tbilisi als Washington hen niet om hulp hadden gevraagd" om met de Georgische troepen tegen Rusland te strijden. Oedoegov verklaarde ook: "Maar ik kan zeker zeggen dat de commandant van het Kaukasus Emiraat de voortgang van de situatie nauwlettend in de gaten houdt."